# Ларинский (Тульская область)
Ларинский — поселок в Одоевском районе Тульской области в составе сельского поселения Южно-Одоевское.

## География
Находится в юго-западной части Тульской области на расстоянии приблизительно 14 км по прямой на юг по прямой от города Одоев, административного центра района.

## История
В 1926 году здесь (поселок Одоевского уезда Тульской губернии) было учтено 8 дворов, в конце 1930-х годов — 12.

## Население
Постоянное население составляло 64 человека (1926 год), 3 (русские 100 %) в 2002 году, 4 в 2010.